# Nikola Nosková
Nikola Nosková (Jablonec nad Nisou, 1 juli 1997) is een Tsjechische wielrenster, die actief is op de weg en in het veld. In deze laatste discipline won ze op 30 januari 2016 zilver op het wereldkampioenschap bij de beloften, achter Evie Richards en voor Maud Kaptheijns.

## Carrière
In 2015 won ze op de weg in eigen land het bergklassement van de Tour de Feminin - O cenu Českého Švýcarska. In mei 2017 tekende ze bij de Italiaanse ploeg BePink Cogeas en reed in diezelfde maand de Emakumeen Bira in Spaans Baskenland. In de vierde etappe werd ze tweede achter Annemiek van Vleuten en voor Ashleigh Moolman-Pasio, de latere winnares van het eindklassement. Hierin eindigde Nosková als zesde en was daarmee de beste jongere. Een maand later won ze de Giro del Trentino Alto Adige-Südtirol en werd ze Tsjechisch kampioene bij de elite op de weg en in de tijdrit. In juli mocht ze de Giro Rosa rijden, waar ze tweede werd in het jongerenklassement. In september won ze het jongerenklassement van de Tour de l'Ardèche. In juni 2018 werd ze tweede op het Tsjechisch kampioenschap na weg te zijn gesprongen samen met Jarmila Machačová. In juli werd ze in Brno in eigen land Europees kampioene op de weg bij de beloften met bijna vier minuten voorsprong op de Nederlandse Aafke Soet en won ze brons in de tijdrit op ruim een minuut achter Soet.
In 2019 stapte ze over naar Bigla. Met deze ploeg werd ze tweede in de openingsploegentijdrit in de Giro Rosa. In augustus won ze het jongerenklassement van de Women's Tour of Schotland. In september werd ze tweede in de slotrit van de Tour de l'Ardèche op een halve minuut achter Marianne Vos en in oktober werd ze derde in de Ronde van Emilia achter Demi Vollering en Elisa Longo Borghini. Nadat de ploeg eind 2020 ophield te bestaan, stapte ze over naar het Nederlandse Team SD Worx.
In 2023 begon ze bij de nieuwe ploeg Zaaf Cycling Team, maar toen bleek dat de ploeg al enkele maanden de rensters het beloofde salaris niet uitbetaalde, werd eind april de stekker uit de ploeg getrokken. In augustus 2023 kreeg Nosková een contract bij het Spaanse Massi-Tactic. Vanaf 2024 komt ze uit voor het Franse Cofidis.

## Palmares

### Op de weg

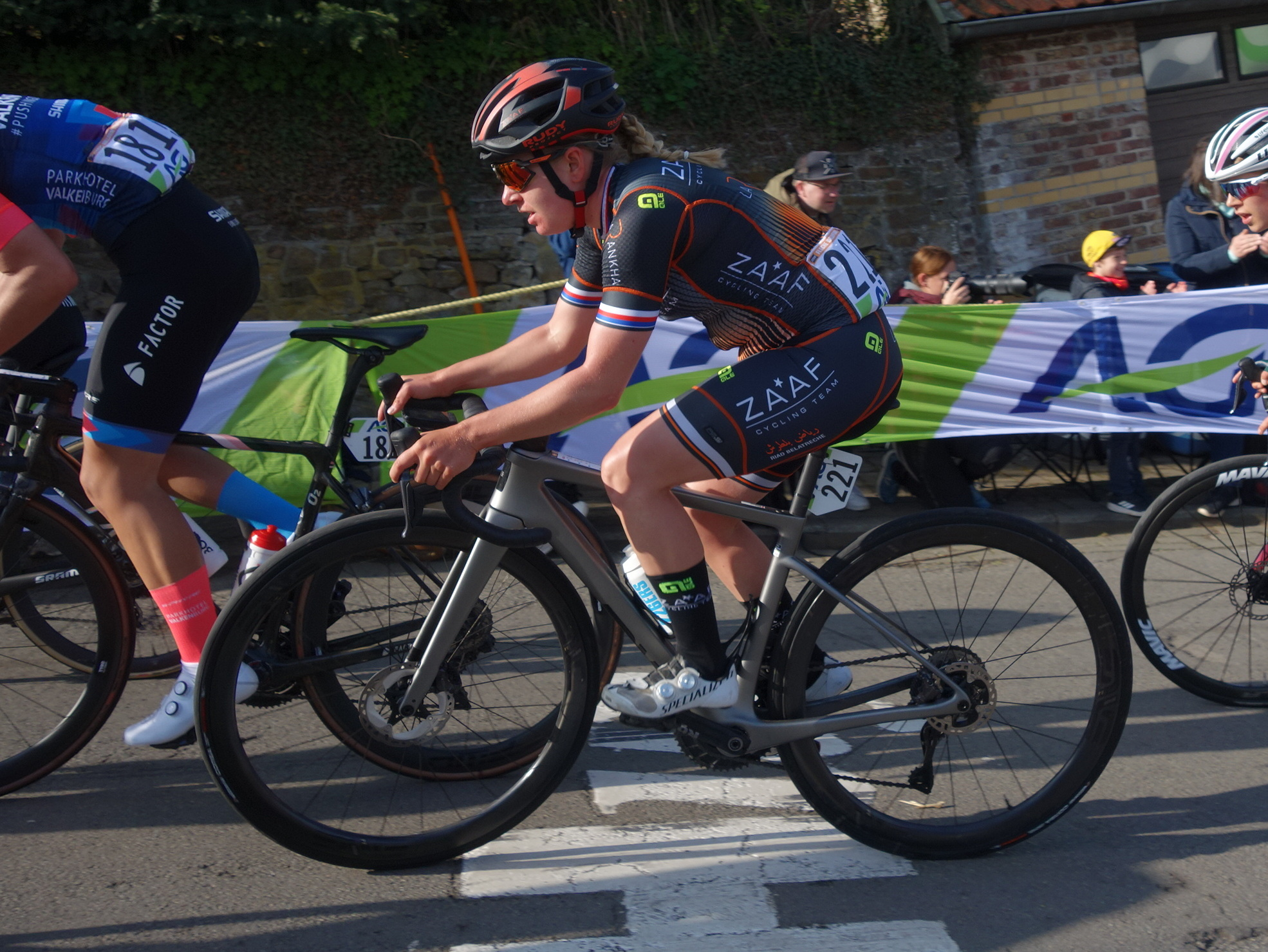
Nosková in de Waalse Pijl 2023.

2014
 Tsjechisch kampioene op de weg, junior
 Tsjechisch kampioene tijdrijden, junior
2015
Bergklassement Tour de Feminin - O cenu Českého Švýcarska
2017
 Tsjechisch kampioene op de weg, elite
 Tsjechisch kampioene tijdrijden, elite
Giro del Trentino Alto Adige-Südtirol
Jongerenklassement Tour de l'Ardèche
Jongerenklassement Emakumeen Bira
2e in 4e etappe Emakumeen Bira
2018
 Europees kampioen op de weg, beloften
 Europees kampioenschap op de weg, beloften
 Tsjechisch kampioenschap op de weg, elite
2019
Jongerenklassement Women's Tour of Schotland
2e in 7e etappe Tour de l'Ardèche
3e in Ronde van Emilia
2020
 Tsjechisch kampioene tijdrijden, elite
2021
 Tsjechisch kampioene tijdrijden, elite
2023
3e in Vuelta a la Comunitat Valenciana Feminas
2024
Bergklassement Ronde van de Pyreneeën

#### Resultaten in voornaamste wedstrijden
| Jaar | Milaan-San Remo | Amstel Gold Race | Luik-Bast.‑Luik | Waalse Pijl | Trofeo Alfredo Binda | Strade Bianche |  | WK op de weg |
| ---- | --------------- | ---------------- | --------------- | ----------- | -------------------- | -------------- |  | ------------ |
| 2016 |                 |                  |                 |             |                      |                |  | opgave       |
| 2017 |                 |                  |                 |             |                      |                |  | 62e          |
| 2018 |                 |                  |                 |             |                      | opgave         |  |              |
| 2019 |                 | 35e              | 39e             | 35e         |                      |                |  | 37e          |
| 2020 |                 |                  | opgave          | 52e         |                      |                |  | 64e          |
| 2021 |                 |                  |                 |             |                      |                |  |              |
| 2022 |                 |                  |                 |             |                      |                |  |              |
| 2023 |                 |                  |                 | 53e         | opgave               |                |  |              |
| 2024 |                 | opgave           | opgave          | 88e         | 17e                  | opgave         |  | opgave       |
| 2025 | 65e             | 81e              |                 |             | opgave               | opgave         |  |              |

### Veldrijden

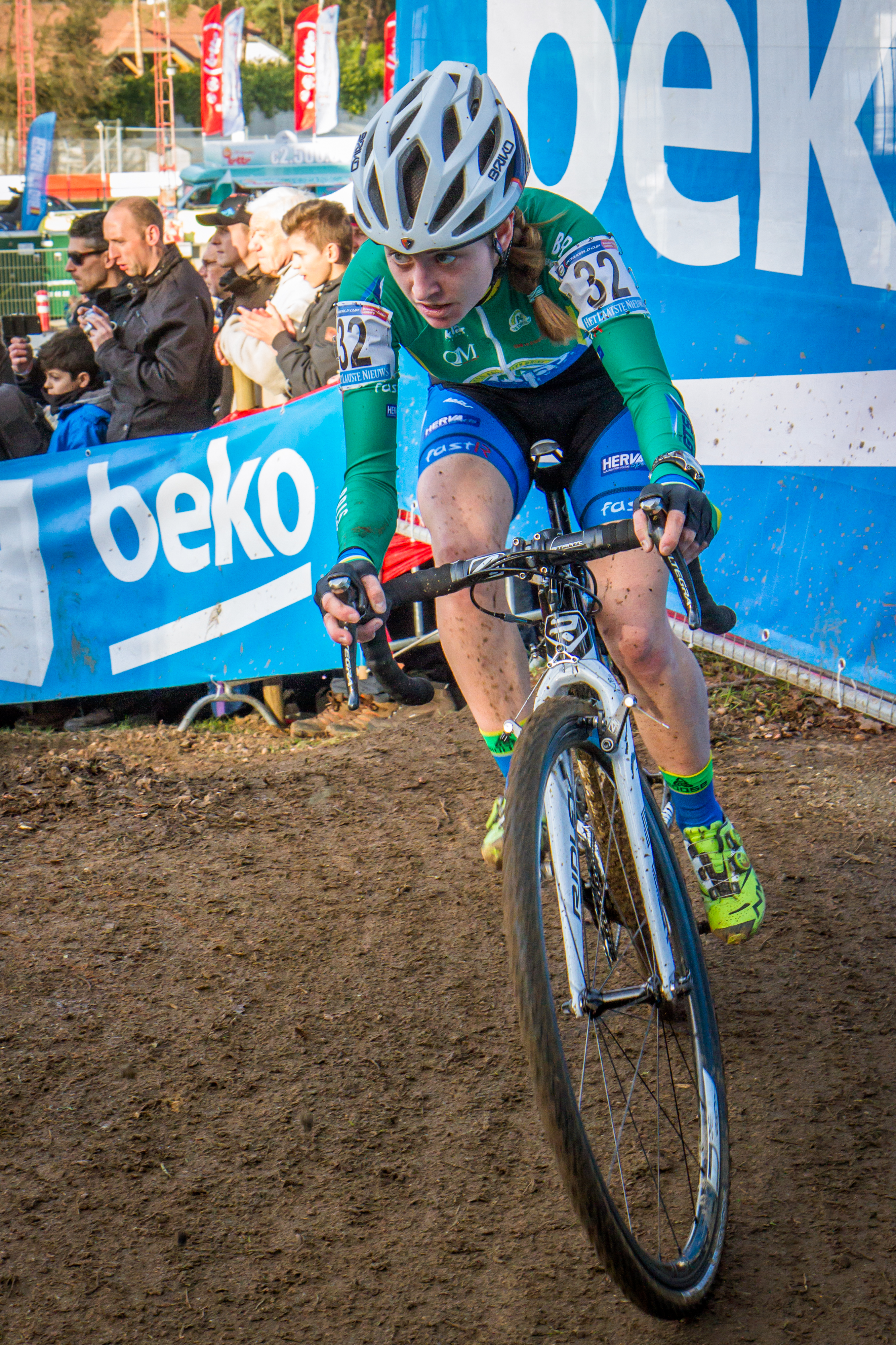
Nikola Nosková in 2015 tijdens de wereldbeker veldrijden te Heusden-Zolder.

#### Elite
| Seizoen   | Wereldbeker | Superprestige | DVV trofee | WK  | EK  | TK     | Overige | Totaal aantal zeges |
| --------- | ----------- | ------------- | ---------- | --- | --- | ------ | ------- | ------------------- |
| 2013-2014 |             |               |            | NVT | NVT | Brons  |         | 0                   |
| 2014-2015 |             |               |            | 36e | NVT | 4e     |         | 0                   |
| 2015-2016 |             |               |            | NVT | NVT | Brons  |         | 0                   |
| 2016-2017 |             |               |            | NVT | NVT | Zilver |         | 0                   |
| 2017-2018 |             |               |            | NVT | NVT | Brons  | Kolin   | 1                   |
| 2023-2024 |             |               |            |     |     | Zilver |         |                     |

#### Jeugd
| Categorie | Seizoen   | WK  | EK  | Overige | Totaal aantal zeges |
| --------- | --------- | --- | --- | ------- | ------------------- |
| Jeugd     | 2013-2014 | NVT | 9e  |         | 0                   |
| Jeugd     | 2014-2015 | NVT | 5e  |         | 0                   |
| Jeugd     | 2015-2016 | ↑   | 9e  |         | 0                   |
| Jeugd     | 2016-2017 | 6e  | 23e |         | 0                   |
| Jeugd     | 2017-2018 | DNS | ↑   |         | 0                   |
| Jeugd     | Totaal    | 0   | 0   | 0       | 0                   |

## Ploegen
- 2017 -  BePink-Cogeas
- 2018 -  BePink
- 2019 -  Bigla Pro Cycling
- 2020 -  Bigla-Katjoesja
- 2021 -  Team SD Worx
- 2023 -  Zaaf Cycling Team (tot 27 april)
- 2023 -  Massi-Tactic (vanaf 9 augustus)
- 2024 -  Cofidis
- 2025 –  Cofidis

Alzini · Banks · Chabbey · Harvey · Leth · Norsgaard · Nosková · Sperotto · Thomas · Uttrup Ludwig · Wright
Alzini · Banks · Chabbey · Fisher-Black · Harvey · Koppenburg · Norsgaard · Nosková · Reusser · Sperotto · Stirnemann · Thomas · Wright
Blaak · Canuel · Cecchini · D'Hoore · Fisher-Black · Fournier · Majerus · Moolman-Pasio · Nosková · Pieters · Shackley · Uneken · Van der Breggen · Vollering